# MONSTER大陸
MONSTER-TAIRIKU（モンスターたいりく）は、2012年7月結成の4人組ブルース・ロックバンド。所属事務所はワールドアパート。所属レーベルはapart records。

## メンバー
- 藤倉 嗣久（ふじくら つぐひさ）：ボーカル、ギター
- 千賀 太郎（せんが たろう）：ボーカル、ハープ
- 吉田 靖雄（よしだ やすお）：ベース
- Cheeta (ちーた)　:(現)ドラム

## 元メンバー
・優三(ゆうぞう) : (元)ドラム

## 来歴

### 2012年
- 7月、ドラムの優三の声がけにより、それまでセッション等で顔見知りだった4人で結成。バンド名はボーカル、ハープの千賀太郎が命名。海外で末恐ろしい新人に使われる"MONSTER"をつけようということに。モンスタープレートというバンド名が上がり、プレートを日本語訳し、決定した。

### 2013年
- 2月13日、初の全国流通作品『発見』をapart recordsよりリリース。iTunesブルースチャートで2週連続1位を獲得。
- 5月25日、下北沢サウンドクルージング初出演。
- 6月22日、WORLD APART MOVEMENT-extra stage in Osaka-出演。
- 7月28日、FUJI ROCK FESTIVAL'13 初出演。
- 8月7日、2ndアルバム『上陸』をリリース。
- 10月4日 - 5日、初のワンマンライブを千駄木ペチコート・レーンで2days開催。チケットは両日ソールド・アウト。<
- 10月14日、名古屋・今池りとるびれっじにてワンマンライブを開催。

### 2014年
- 2月、初の全国ツアー"MONSTER大陸 1st JAPAN TOUR 踊る怪獣"を34カ所で開催。
- 2月16日、Sakurazaka ASYLUM初出演。
- 3月23日、下北沢440にてワンマンライブ開催。チケットはソールド・アウト。
- 5月31日、下北沢サウンドクルージング2年連続出演。入場規制がかかるほど人が殺到。
- 7月2日、3rdアルバム『進撃』をリリース。

### 2019年
- 7月、バンド名をモンスター大陸から英語表記のMONSTER-TAIRIKUに改名[1]。

### 2020年
- 3月末、活動休止[2]。

## ディスコグラフィー

### 参加作品
| 発売日         | タイトル                     | 規格品番  | 収録曲                                                               |
| -------------- | ---------------------------- | --------- | -------------------------------------------------------------------- |
| 2014年03月19日 | FREE THROW COMPILATION Vol.3 | RDCA-9013 | The Call                                                             |
| 2015年02月04日 | suzumoku『Tomorrow Comes』   | APPR-2801 | 1.ロックの性能 feat.MONSTER大陸 12.月影のラヴソング feat.MONSTER大陸 |

## タイアップ一覧
| 使用年      | 曲名       | タイアップ                                                                    |
| ----------- | ---------- | ----------------------------------------------------------------------------- |
| MONSTER大陸 |            |                                                                               |
| 2013年      | 飛行船     | 北海道テレビ『夢チカ18』9月度オープニングテーマ                               |
| 2013年      | 飛行船     | InterFM 76.1「Mondo Musica」コーナー『Philips sound magic Supernova』CMソング |
| 2014年      | HERE       | 北海道テレビ『夢チカ18』7月度オープニングテーマ                               |
| 2017年      | ラブソング | テレビ東京系『ゴッドタン』5月度エンディングテーマ                             |

## ミュージックビデオ
| 監督                  | 曲名                                           |
| --------------------- | ---------------------------------------------- |
| 上原商店              | 「HERE」「cold city」「marry」                 |
| Tomoyuki Kujirai      | 「飛行船」                                     |
| moja + uehara-shouten | 「でかいケツの女」                             |
| 不明                  | 「Walkin’on the Street」「Ms.Lover」「金返せ」 |

## 主なライブ

### ワンマンライブ・主催イベント
- 2014年 - MONSTER大陸1st JAPAN TOUR 2014"踊る怪獣"
- 2015年 - Monster大陸Japan Tour アナタのお尻を追いかけて…

### 出演イベント
- 2013年05月25日 - 下北沢サウンドクルージング
- 2013年06月22日 - WORLD APART MOVEMENT-extra stage in Osaka-
- 2013年07月28日 - FUJI ROCK FESTIVAL'13
- 2013年10月12日 - MINAMI WHEEL 2013
- 2013年12月27日 - BASEMENT LIVE ～FINAL～
- 2014年02月05日 - FREE LIVE SHOWCASE『CULTURE Vol.1』
- 2014年04月16日 - Mount Alive presents THE FUTURE OF LIVE -extra-
- 2014年04月27日 - ARABAKI ROCK FEST.14
- 2014年05月18日 - いつまでも世界は…第三回
- 2014年05月24日 - GREENROOM FESTIVAL '14
- 2014年05月31日 - InterFM presents Shimokitazawa SOUND CRUISING 2014
- 2014年08月17日 - SUMMER SONIC 2014
- 2014年10月04日 - MEGA★ROCKS 2014
- 2014年10月12日 - MINAMI WHEEL 2014
- 2014年10月18日 - Groove Jam
- 2014年12月19日 - ROOTS of GIG ～Reggae&Blues～
- 2014年12月31日 - Good Bye 2014 ～A Happy New Year 2015～ 第1部「Groove It !!」
- 2015年01月24日 - うみ・そら・おんがく・おきなわ 2015
- 2015年02月08日 - 渋谷La.mama presents「PLAY VOL.19」
- 2015年05月30日 - Shimokitazawa SOUND CRUISING 2015
- 2015年07月20日 - 篠島フェス 2015
- 2015年07月25日 - FUJI ROCK FESTIVAL '15
- 2015年08月15日 - RISING SUN ROCK FESTIVAL 2015 in EZO
- 2015年09月04日 - 23rd Sunset Live 2015 -Love & Unity-
- 2015年10月03日 - MEGA★ROCKS 2015
- 2015年12月26日 - Playground ～rush toward the NEXT YEAR～
- 2016年08月10日 - ONE Music Camp 2016